# Luke Pryor

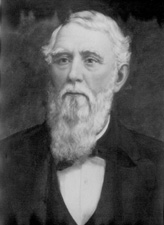
Luke Pryor

Luke Pryor, född 5 juli 1820 i Huntsville, Alabama, död 5 augusti 1900 nära Athens, Alabama, var en amerikansk politiker (demokrat). Han representerade delstaten Alabama i båda kamrarna av USA:s kongress, först i senaten från januari till november 1880 och sedan i representanthuset 1883-1885.
Pryor flyttade 1824 med sina föräldrar till Limestone County. Han studerade juridik och inledde 1841 sin karriär som advokat i Athens, Alabama.
Senator George S. Houston avled i ämbetet den 31 december 1879. Pryor blev utnämnd till senaten några dagar senare. Han efterträddes 23 november 1880 av James L. Pugh.
Pryor blev invald i representanthuset i kongressvalet 1882. Han kandiderade inte till omval två år senare.
Pryors grav finns på City Cemetery i Athens, Alabama.